# 小拟䳍
小拟䳍（学名：Nothura minor），是䳍形目䳍科的一种鸟类。

## 特征
小拟䳍体重约165.8克，翼长约110毫米，嘴峰长约19.4毫米，喙宽度约5毫米，喙厚度约4.1毫米，跗蹠长约27毫米，尾长约47毫米。小拟䳍在其分布区内为留鸟，其栖息在半开放的草原环境中，食性为草食性。

## 分布
巴西东南部内陆和巴拉圭中东部的半干旱草原和灌丛。